# Byep
Le byep (ou maka, makya, meka, mekae, mekay, mekey, mekye, mika, moka, North makaa) est une langue bantoue du groupe des langues makaa-njem (en), parlée au Cameroun, dans la Région de l'Est et le département du Lom-et-Djérem, particulièrement à l'est de l'arrondissement de Diang et à l'ouest de Bertoua, par environ 9 500 personnes (1988). 